# Farewell Spit

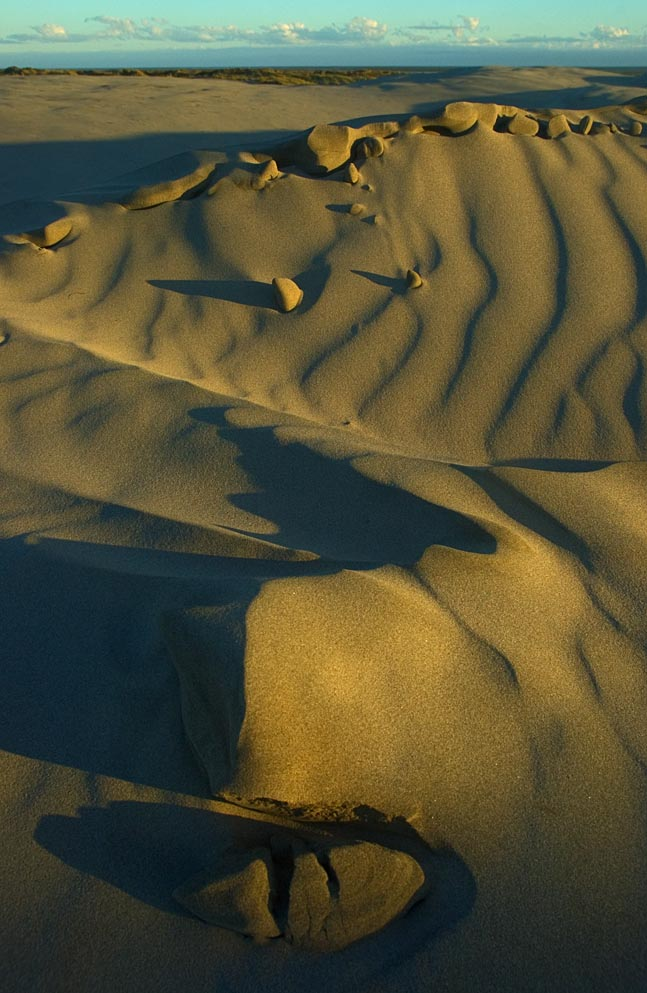
Dunes de sorra a Farewell Spit.

Farewell Spit és un estret cordó litoral de sorra situat a l'extrem nord de Golden Bay, a l'illa South Island de Nova Zelanda. Els maoris el coneixen com Tuhuroa, discorre des de Cape Farewell. Es troba a uns 50 km al nord de Takaka i a 20 km de Collingwood.
És el cordó litoral de més llargada de Nova Zelanda, amb uns 26 km per sobre del nivell del mar i uns altres 6 km sota l'aigua. El cordó litoral i conté quars, pedres sorrenques, i traces d'altres minerals com granat, ilmenita, magnetita i piroxè.
La cara nord de les dunes està sotmesa de forma constant a vents de 25 km/h. La cara sud és més estable i en gran part està coberta de vegetació.

## Ús humà

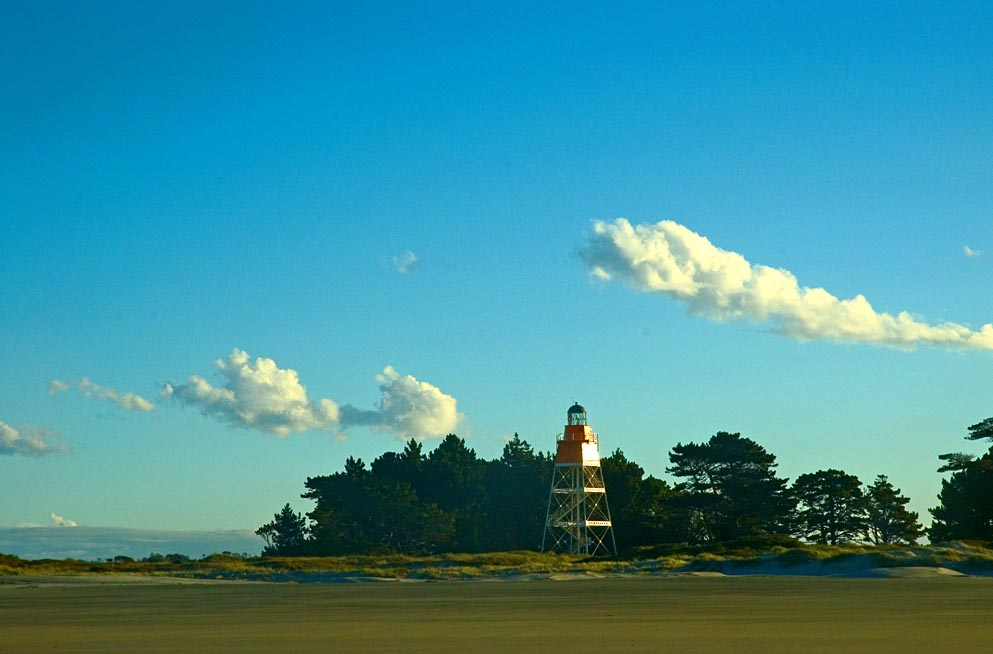
Far automàtic a Farewell Spit.

Abel Tasman l'any 1642 va ser el primer europeu que va albirar el cordó litoral i el va anomenar Sand Duining Hoeck. El Capità James Cook també el va visitar el 1770, i li va donar el nom de Cape Farewell.
El far al final del cordó litoral va ser posat el 1870.
El cordó litoral està administrat per part del New Zealand Department of Conservation com a reserva d'ocells i de la vida silvestre. S'hi acosten nombroses balenes però algunes hi queden encallades.

## Galeria

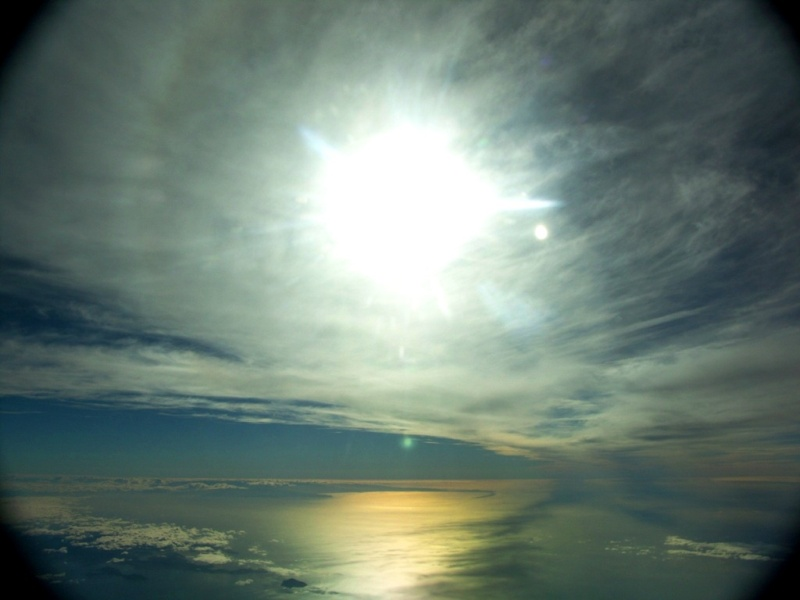
Una vista d'un vol de la companyia Qantas
Prop de Puponga
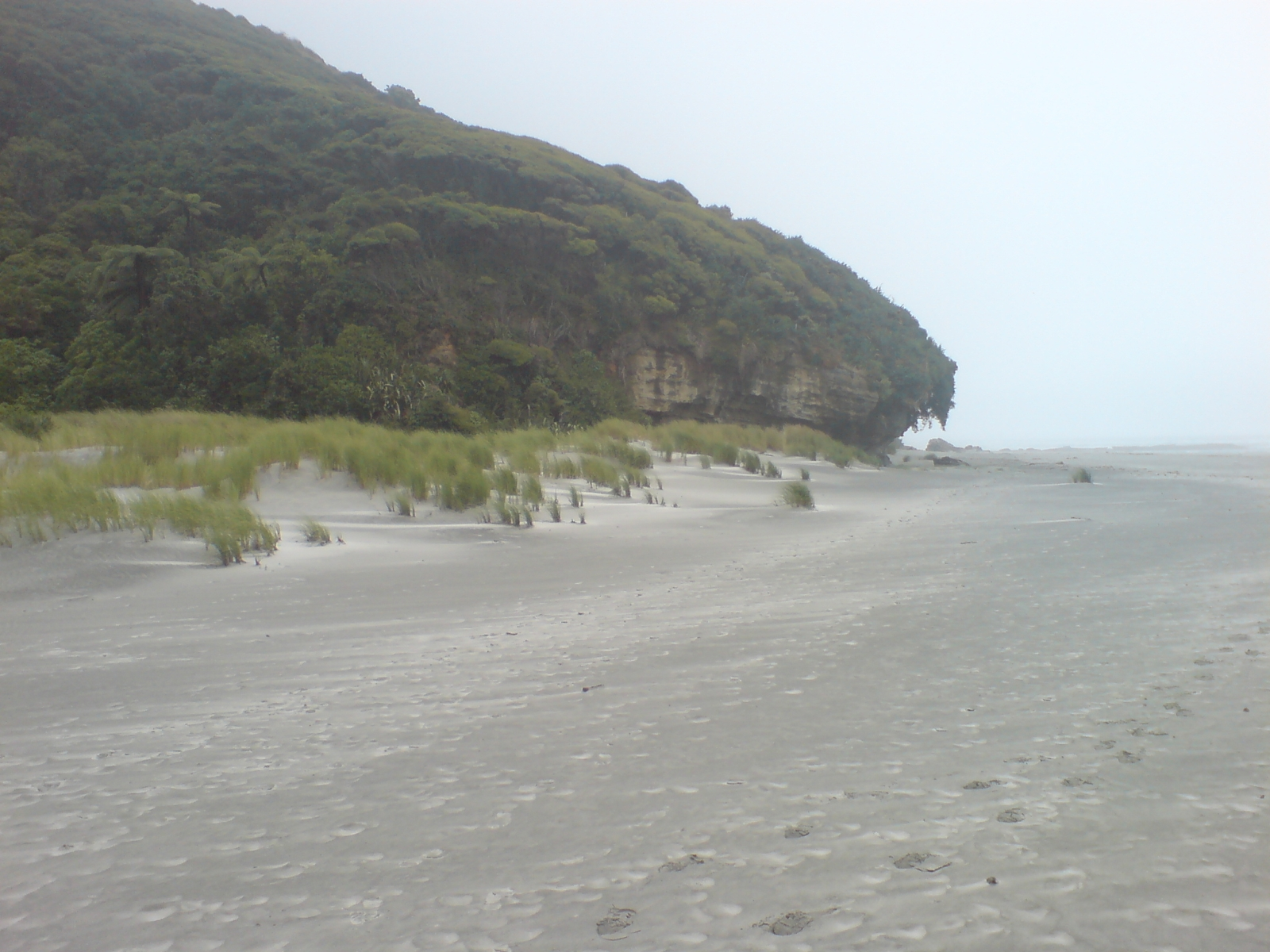
Fossil Point
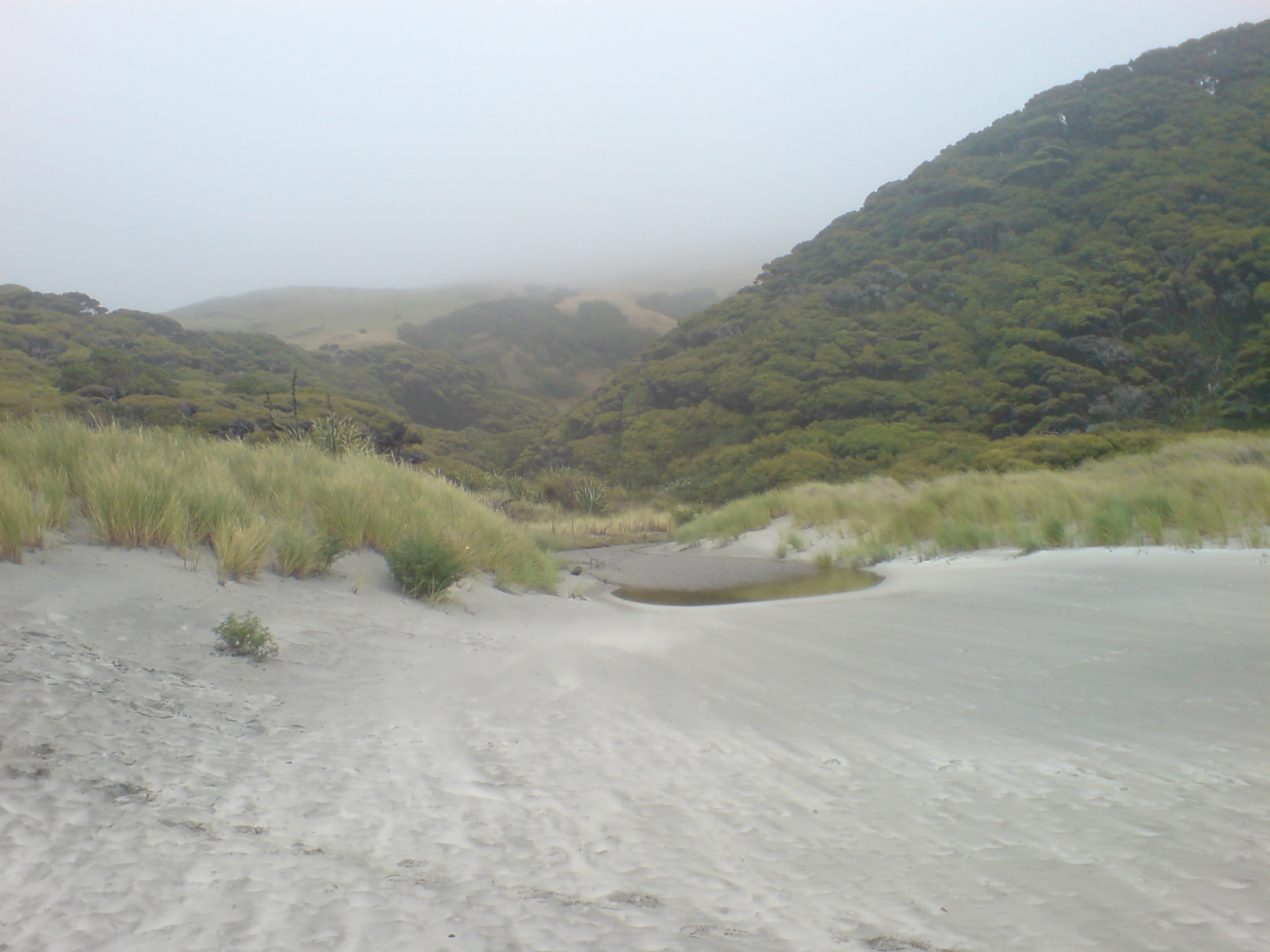
Un estuari prop de Fossil Point
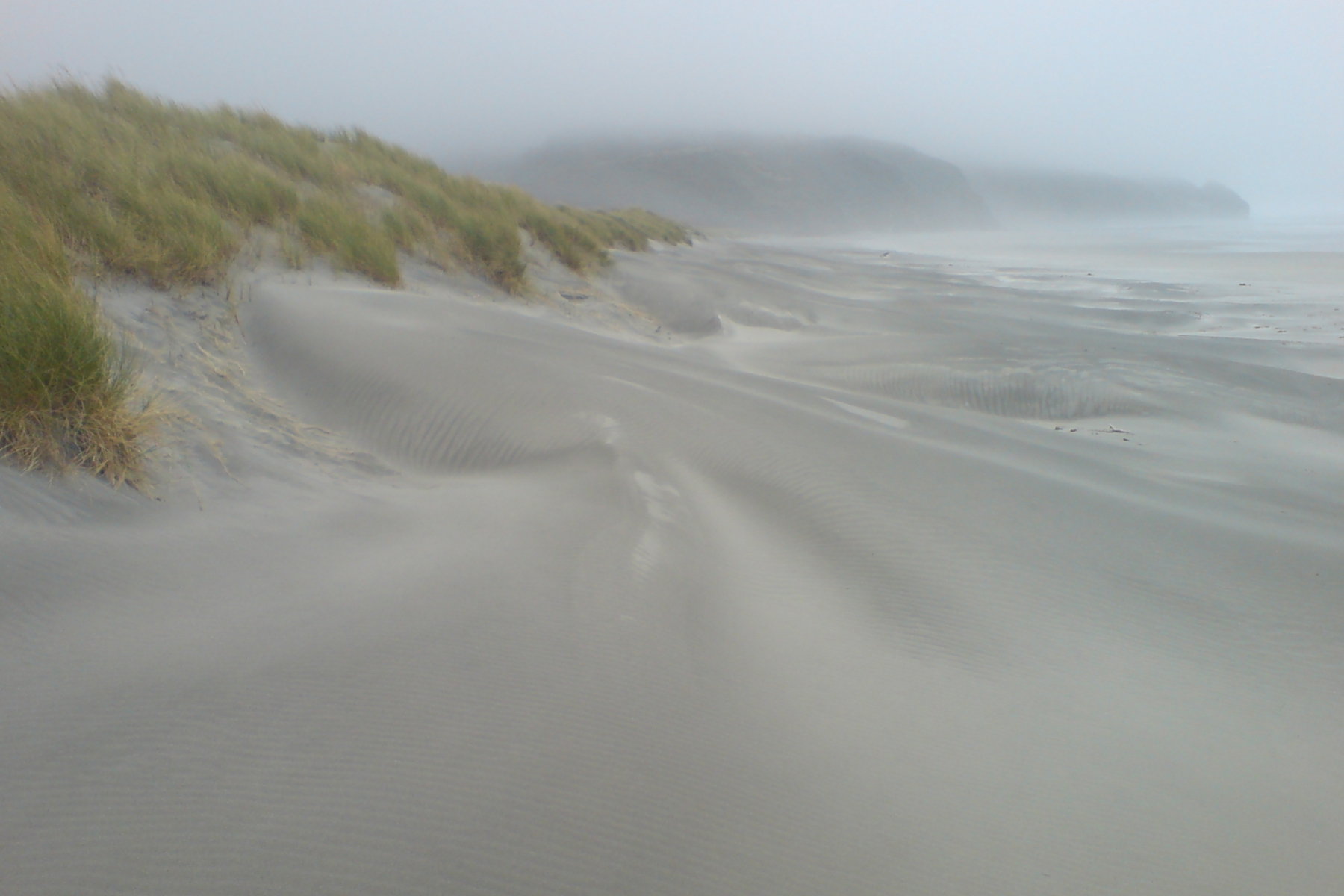
Una platja a Cape Farewell
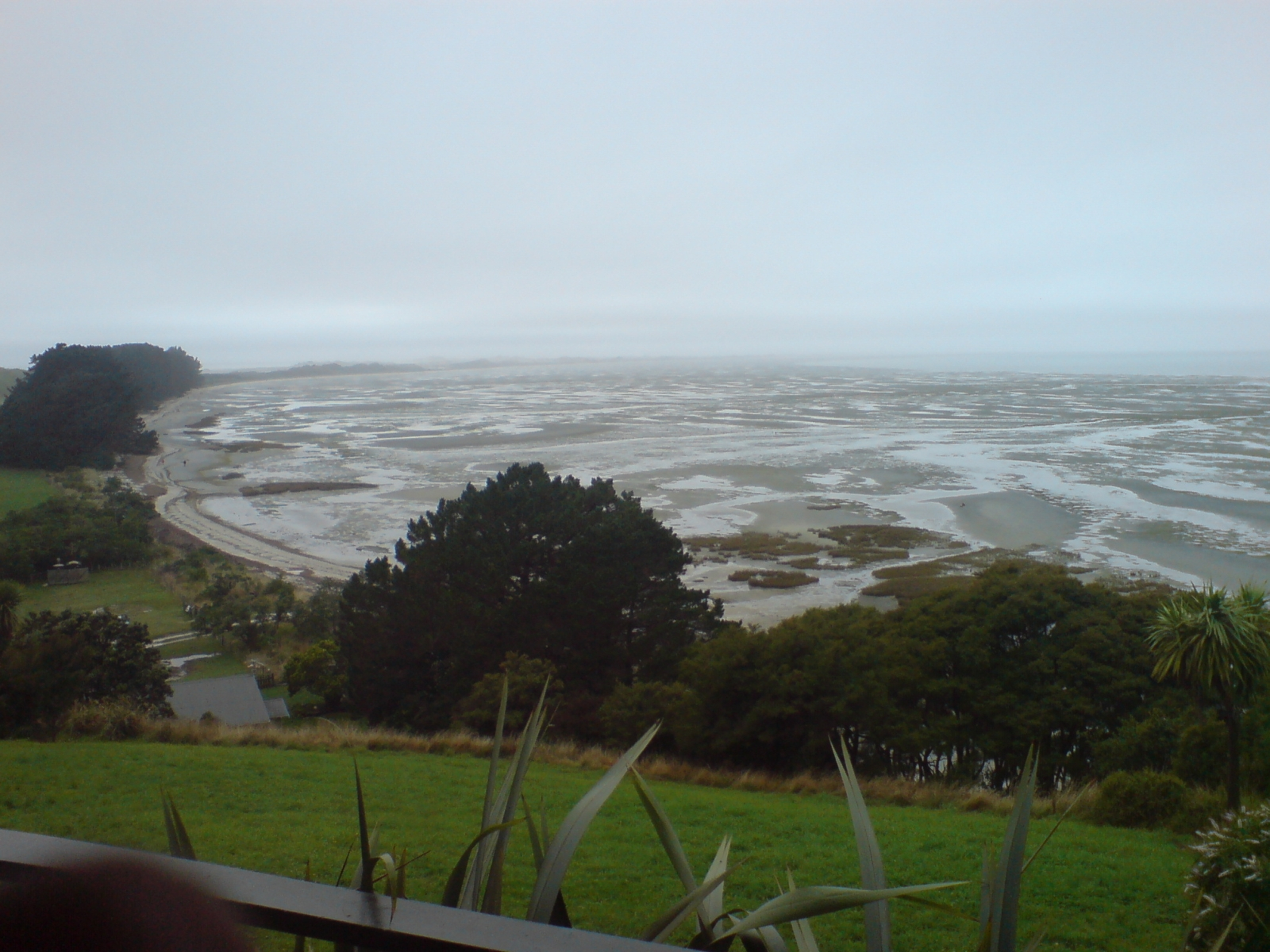
Una vista